# Orthacheta pilosa
Orthacheta pilosa är en tvåvingeart som först beskrevs av Zetterstedt 1838.  Orthacheta pilosa ingår i släktet Orthacheta och familjen kolvflugor. Arten är reproducerande i Sverige. Inga underarter finns listade i Catalogue of Life.